# 姜廣謙
姜廣謙（1998年5月7日—）是臺灣男子籃球運動員，場上主打控球後衛位置，最後效力於台灣職業籃球大聯盟新竹御嵿攻城獅。

## 生平
姜廣謙畢業於桃園忠貞國小，就讀桃園大成國中時主打大前鋒位置，國一時身高未達160公分一度想放棄籃球路，好在升國二的暑假有抽高而打消放棄念頭，進入泰山高中一年級和二年級都沒有被登錄在高中籃球聯賽（HBL）12人名單當中，高三才進入12人名單，大學就讀國立臺灣藝術大學，2020年7月在超級籃球聯賽新人選秀會第三輪被桃園璞園建築選中，第十九季超級籃球聯賽場均繳出10.7分、2.7籃板、2.1助攻的表現收下年度第一隊與年度進步獎殊榮，2022年8月加盟P. LEAGUE+新竹街口攻城獅。2025年6月17日，新竹御嵿攻城獅宣布與姜廣謙合約期滿不續約。

## 外部連結
- 姜廣謙的Instagram帳戶
- 姜廣謙在P. LEAGUE+官網
- 姜廣謙在台灣職業籃球大聯盟官網
- 姜廣謙在Eurobasket.com（球員）（英语）
- 姜廣謙在Flashscore（英语）